# Hetty Green
Henrietta Howland "Hetty" Green (nhũ danh Robinson; 21 tháng 11 năm 1834 - 03 tháng 7 năm 1916), có biệt danh là "The Witch of Wall Street" (tạm dịch: phù thủy phố Wall), là một nữ doanh nhân người Mỹ và nhà tài chính được mệnh danh là "người phụ nữ giàu nhất nước Mỹ" trong thời kì vàng son (Gilded Age). Bà nổi tiếng với khối tài sản lẫn tính keo kiệt của mình, và là người phụ nữ duy nhất tích lũy được một khối tài sản kếch xù trong khi các nhà tài chính lớn khác đều là nam giới.
Sau khi bà qua đời, thời báo The New York Times cho rằng "Việc bà Green là một người phụ nữ đã khiến sự nghiệp của bà trở thành chủ đề của vô số sự tò mò, bình luận và kinh ngạc."

## Tiểu sử
Henrietta ("Hetty") Howland Robinson sinh năm 1834 tại New Bedford, Massachusetts, con gái của ông Edward Mott Robinson và bà Abby Howland, gia đình kinh doanh săn bắt cá voi giàu nhất thành phố. Các thành viên trong gia đình bà thuộc Quakers sở hữu một hạm đội săn cá voi lớn và cũng thu lợi từ China trade. Bà có một em trai chết non khi còn là một đứa trẻ sơ sinh.

## Tính kiệt xỉ nổi tiếng
Hetty Green nổi tiếng với tính kiệt xỉ được cho rằng xuất phát từ tư duy kinh doanh cũng như tính tiết kiệm của mình.Hetty Green năm 6 tuổi đã đọc báo cáo tài chính,8 tuổi bắt đầu mở tài khoản ngân hàng và năm 13 tuổi bắt đầu quản lí tài chính.Năm 20 tuổi,với mong muốn bà sẽ kiếm được một người chồng,cha Hetty đã mua cho bà một tủ quần áo đầy đủ các quần áo mốt nhất lúc bấy giờ,nhưng với niềm đam mê bất diệt với tiền,bà đã yêu cầu bán tủ quần áo đó đi và mua trái phiếu Chính Phủ Hoa Kì với lãi suất 3% một năm.Năm 1892,khi bà đã cưới chồng,bà đã yêu cầu ông kí vào một bản hợp đồng yêu cầu ông dù có li hôn thì tài sản của bà sẽ không bị ảnh hưởng.Tính kiệt xỉ của bà còn tới cả những nhu cầu sinh hoạt thiết yếu,bà thường làm việc tại ngân hàng và ăn cháo yến mạch được hâm nóng bằng máy sưởi,thường tắm với nước lạnh bất chấp điều kiện thời tiết New York vào mùa đông lên đến âm hai con số.Hetty Green tuy là một triệu phú vào thời điểm bấy giờ nhưng bà lại không có nhà riêng,Hetty thường di chuyển qua lại các nhà trọ và yêu cầu chỉ giặt phần dưới chiếc áo liền váy đã sờn cũ của mình.Hetty cũng thường không tắm,nhiều người qua lại ngân hàng (nơi bà thường ở để làm việc) miêu tả mùi từ cơ thể bà thật khủng khiếp và khó chịu.Hetty Green cũng kiệt xỉ tới cả sức khỏe,Hetty mắc thoát vị bẹ và chỉ điều trị qua loa bẳng cách cột một cành cây nơi lộ ra,đến khi đau đến không đi được,bà đã xém ngất khi biết chi phí lên đến 20 đô la.Hetty có một người con tên Erward,một lần vô tình cậu bé đã té gãy chân,Hetty vì không muốn phải tốn tiền chi trả chi phí điều trị đã quyết định cải trang cho cả bà và con mình thành người vô gia cư và đến các bệnh viện cho người vô gia cư để điều trị cho Erward nhưng bị phát hiện,sau khi bị từ chối,bà cũng không đến bệnh viện dẫn đến Erward phải bị cưa mất một chân.